# Karan Soni
 (avril 2018).
Si vous disposez d'ouvrages ou d'articles de référence ou si vous connaissez des sites web de qualité traitant du thème abordé ici, merci de compléter l'article en donnant les références utiles à sa vérifiabilité et en les liant à la section « Notes et références ».
Karan Soni (né le 8 janvier 1989) est un acteur américain d'origine indienne. Reconnu pour ses rôles comiques, il s'est fait connaître mondialement pour les rôles de Dopinder dans la saga Deadpool et de Pavitr Prabhakar dans Spider-Man: Across the Spider-Verse.

## Biographie

### Vie privée
Il est en couple avec Roshan Sethi, un réalisateur et scénariste avec qui il a co-écrit le film 7 days (en).

## Filmographie

### Cinéma

#### Longs métrages
- 2012 : Safety Not Guaranteed de Colin Trevorrow : Arnau
- 2015 : Chair de poule, le film (Goosebumps) de Rob Letterman : Mr. Rooney
- 2016 : Deadpool de Tim Miller : Dopinder
- 2016 : Chee and T (en) de Tanuj Chopra : Roger Raval
- 2016 : The Sweet Life (en) de Rob Spera : Convenience Store Clerk
- 2016 : SOS Fantômes (Ghostbusters) de Paul Feig : Benny, le livreur de soupes chinoises
- 2016 : Joyeux Bordel ! (Office Christmas Party) de Josh Gordon et Will Speck : Nate
- 2017 : Pire Soirée (Rough Night) de Lucia Aniello : Raviv
- 2017 : And Then There Was Eve de Savannah Bloch : Zain
- 2017 : Unicorn Store de Brie Larson : Kevin
- 2017 : Creep 2 de Patrick Brice : Dave
- 2018 : Little Bitches (en) de Nick Kreiss : Andy, le moniteur
- 2018 : Office Uprising de Lin Oeding : Mourad
- 2018 : Deadpool 2 de David Leitch : Dopinder
- 2019 : Corporate Animals de Patrick Brice : Freddie
- 2019 : Lady Business de Miguel Arteta
- 2019 : Pokémon : Détective Pikachu (Pokémon: Detective Pikachu) de Rob Letterman : Jack
- 2019 : Always Be My Maybe de Nahnatchka Khan
- 2020 : Superintelligence de Ben Falcone : Ahmed
- 2020 : Les Trolls 2 : Tournée mondiale (Trolls World Tour) de Ryan Quincy, Walt Dohrn et David P. Smith : Riff (voix)
- 2021 : 7 days (en) : Ravi
- 2023 : Spider-Man: Across the Spider-Verse : Pavitr Prabhakar / Spider-Man India (voix)
- 2024 : Deadpool et Wolverine de Shawn Levy : Dopinder
- 2024 : A Nice Indian Boy : Naveen Gavaskar

#### Courts métrages
- 2010 : Kaka Nirvana de Yusuf Sumer : Kemal
- 2011 : Massacre in the Burbs de Lex Benedict et Greg Cruser : Donovan Madhal
- 2012 : Bit by Bit de David Zwick : Chandler

### Télévision

#### Séries télévisées
- 2011 : The Protector : Kenny (1 épisode)
- 2012 : Touch : Ravi (1 épisode)
- 2012 : 1600 Penn : Misfit (1 épisode)
- 2012-2013 : Geo's Pizza : Asheed (rôle principal, 8 épisodes)
- 2012 : Are You There, Chelsea? : Stan (1 épisode)
- 2012-2013 : The Neighbors : Indian Allen (2 épisode)
- 2013 : The Middle : Vijal (1 épisode)
- 2013-2014 : Mighty Med, super urgences : Benny (3 épisodes)
- 2013-2014 : Betas : Avinash "Nash" Dagavi (rôle principal, 11 épisodes)
- 2014 : Growing Up Fisher : Owen (1 épisode)
- 2015 : Melissa & Joey : Flash (1 épisode)
- 2015 : Other Space (en) : Stewart Lipinski (rôle principal, 8 épisodes)
- 2015 : 100 choses à faire avant le lycée : Caltech Dude (1 épisode)
- 2015-2017 : Les Goldberg : Randy Mescunda (rôle récurrent, 6 épisodes)
- 2015-2016 : Blunt Talk : Martin Bassi (rôle récurrent, 19 épisodes)
- 2016 : The Grinder : Cooper (1 épisode)
- 2017 : Silicon Valley : Tenley (1 épisode)
- 2017 : Room 104 : Anish (1 épisode)
- 2017 : I Live with Models (en) : Marshall (5 épisodes)
- 2018 : Wrecked : Les Rescapés : Keith (rôle récurrent, 2 épisodes)

- 2019 : Miracle Workers : Sanjay (rôle principal)
- 2019 : Brooklyn Nine-Nine : Gordon Lundt (1 épisode)
- 2020 : Aunty Donna's Big Ol' House of Fun : Jerry Seinfeld (1 épisode)
- 2024 : Abbott Elementary : Avi (2 épisodes)

#### Téléfilms
- 2011 : Worst. Prom. Ever. de Dan Eckman : Glenn
- 2015 : Any Tom, Dick, or Harry de Hadley Klein : Ernie Dassani
- 2016 : Imaginary Friend de Paul Briganti : Ravi
- 2017 : Bits de Tim Cruz : Zach